# Fahem
 (septembre 2014).
Si vous disposez d'ouvrages ou d'articles de référence ou si vous connaissez des sites web de qualité traitant du thème abordé ici, merci de compléter l'article en donnant les références utiles à sa vérifiabilité et en les liant à la section « Notes et références ».
Fahem, de son vrai nom Fahem Mohand Saïd(en kabyle: Fahem Muḥend Sayd, en tifinagh: ⴼⴰⵀⴻⵎ ⵎⵓⵃⴻⵏⴷ ⵚⴰⵢⴷ) , né le 11 mars 1954 à Tizi Ouzou, est un auteur-compositeur-interprète algérien d'expression kabyle.

## Biographie
Fahem a d’abord été instituteur, métier qu’il a exercé à Aït Sâada en Kabylie, puis à Alger en 1974. Il se fait connaître dans le domaine de la chanson en 1972, à l’occasion  d’une émission de chanteurs amateurs à la radio Chaine 2 animée à l'époque par Cherif Kheddam, ayant interprété sa première chanson intitulée Zahia, titre qui a reçu un  grand accueil de la part du public. C’est le début d’une longue carrière. Il  enchaîne ainsi les disques en France et en Algérie où il réalise un succès remarquable en 1983 et 1984, grâce entre autres à son album Snat snat.

## Style
Fahem est connu pour son style qui s'inspire plutôt du patrimoine folklorique kabyle, que ce soit sur le plan musical ou poétique. S'il opte volontiers pour la méthode traditionnelle, dans certaines chansons où par exemple un même  couplet est repris dans toute la chanson mais à chaque fois enrichi d'une nouvelle phrase ou expression; dans d'autres, ses textes sont des poèmes bien étudiés, au verbe soigné et au thème bien précis. Son romantisme est reconnu parmi une large partie de son public; toutefois, dès ses débuts,sa façon de traiter certains sujets, et surtout sa manière d'aborder l'amour avec des expressions souvent perçues comme un peu crues dans une société conservatrice, lui a valu maintes critiques et diatribes, ce  qu'il justifie par son souci de franchise concernant quelques sujets restés tabous dans son environnement, et son souhait  de bousculer les idées reçues. 